# 曽根威彦
曽根 威彦（そね たけひこ、1944年3月6日 - ）は、日本の法学者。専門は刑法。学位は、法学博士（早稲田大学・1981年）（学位論文『刑法における正当化の理論』）。早稲田大学名誉教授。横浜市出身。

## 学説

### 総説
- 形式的犯罪論体系と違法性論における結果無価値論を中核とした学説である（『刑法における正当化の理論』（前出）参照）。
- 『表現の自由と刑事規制』（後出）に収録された各論文が示すように、人権論の成果を犯罪論に反映させることに成功している。
- 近年の刑事立法の活発的な動きに批判的であり、法益論をはじめとする刑法上の諸原則を重視した謙抑的な刑法解釈を志向する。

### 犯罪論体系
- 通説である構成要件該当性 - 違法性 - 有責性とする3分説を批判し、行為性 - 構成要件該当性 - 違法性 - 有責性とする4分説を採用する。
- 行為性を構成要件に先行して検討することには、行為として表れていない内心を処罰するといった立法を回避させるという政策的意義がある。この点は、共謀罪の導入が検討されている現在、非常に大きな意味を持つ。

#### 行為論
- 行為論では、意思による支配の可能な社会的に意味を持ちうる身体の動静のみが刑法上の行為として評価されるという社会的行為論を採用する。
- 行為性の要件に有意性を含ませる。
- 刑法上の因果関係を肯定する為の第一の要件である条件関係（「あれなければこれなし」で判断される）を行為論において論じる。

#### 構成要件論
- 構成要件論では、内田文昭、山火正則、齊藤信宰等とともにリスト・ベーリング流の行為類型説をとる。
- 構成要件をあくまでも形式的・没価値的なものとするため、その論理上の違法性推定機能を否定する。もっとも、事実上の違法性推定機能を肯定する。
- ドイツにおいて形成された行為類型説の原型が客観的・形式的要素のみをその内容とするとしていたのに対し、主観的構成要件要素の存在を認める等その内容を修正している。
- 主観的構成要件要素の存在を認めるため、犯罪個別化機能を肯定する。
- 刑法上の因果関係を肯定する為の第二の要件である相当因果関係を構成要件論において論じる。
- 客観的帰属論に対して、過度に規範的であり、定型的であるべき構成要件該当性の判断が直観的なものに転化すると指摘する他、「所詮二元的人的不法論の規範論的帰結であると言わざるをえない」として違法性論との関係でも批判している。

#### 違法性論
- 違法性論については、大学院にて二元的行為無価値論を支持する齋藤・西原に師事し、留学先であるボン大学で一元的行為無価値論者であるアルミン・カウフマン教授に師事したにもかかわらず、結果無価値論を採用している。行為無価値論に対しては極めて批判的な態度をとる反面、一元的行為無価値論に対してはその理論的一貫性を評価している（『刑事違法論の研究』はしがき参照）。
- 行為無価値論者のみならず、結果無価値論者の多くも承認する主観的違法要素（目的犯における目的等）の存在も認めていない。これは、客観的違法論・結果無価値論を徹底した帰結である。
- スイスの刑法学者ノルの学説にヒントを得て、いわゆる被害者の同意を優越的利益の原則で説明しうるとする。これは、自己決定の利益が法益主体の固有の意味における法益（身体等）を優越し、結果として違法性が否定されるという考えに基づくものである。この考え方からは、自殺関与が処罰される根拠は、自己決定の利益が法益主体の生命に優越するほどの価値を有していないことに求められる。
- 正当防衛の正当化根拠を、自己保全の利益に法確証の利益（不正な侵害に対して反撃することが、個人の法益を保護するための客観的生活秩序である法の存在を確証させることによる利益）が加算されることに求める。
- 緊急避難の法的性格を、可罰的違法性阻却事由（物に由来する危難を第三者に転嫁する場合、および人の適法行為に由来する危難に対し避難する場合）と正当化事由（不正な侵害を第三者に転嫁する場合）として理解する（違法性阻却内部の二元説）。この立場からは、「緊急避難に対抗する緊急避難」状況が想定しうる。
- いわゆる客観的処罰条件について、法益侵害を基礎付けるために必須の違法要素と見做し、「行為の条件」として把握する。
- かつては牧野英一等を援用しつつ、行為無価値論を支持していた（曽根威彦「不純性不作為犯における違法性」、早稲田大学法研論集に掲載）。

#### 責任論
責任論では法的責任論を採用する。
刑事責任と犯罪予防を対立的に捉える。

#### 未遂犯論
未遂犯論では客観説を採用する。
未遂犯においても故意を違法要素としない。

#### 共犯論
共犯論では共同意思主体説をとるが、共謀共同正犯を否定し、師説を離れた。
共犯の処罰根拠論では修正惹起説を支持する。

## 略歴
- 1962年 栄光学園中学校・高等学校卒業。
- 1966年 早稲田大学法学部卒業。
- 1972年 早稲田大学大学院法学研究科博士課程単位取得満期退学。
- 1974年早稲田大学法学部講師、1976年助教授、1981年早稲田大学より法学博士の学位を取得、1981年教授、早稲田大学大学院法学研究科長を経て早稲田大学名誉教授。
- 旧司法試験考査委員（1988年-1997年）、新司法試験考査委員（2006年、2007年）を歴任。[1]

## 恩師
- 齊藤金作（元法学部長）が直接の恩師である。
- 大学院博士前期課程在籍中に齊藤金作が死去したため、兄弟子に当たる西原春夫（元早稲田大学総長）にも兄事している。

## 弟子（50音順）
- 石井徹哉（独立行政法人大学改革支援・学位授与機構）
- 伊藤嘉亮（広島修道大学）
- 内田幸隆（明治大学）
- 内山良雄（明治大学）
- 大庭沙織（福岡大学）
- 岡上雅美（青山学院大学）
- 小野上真也（東洋大学）
- 勝亦藤彦（山梨学院大学）
- 北川佳世子（早稲田大学）
- 蔡芸琦（筑波大学）
- 杉本一敏（早稲田大学）
- 鈴木一永（名古屋学院大学）
- 鈴木優典（山梨学院大学）
- 專田泰孝（千葉大学）
- 田山聡美（早稲田大学）
- 二本栁誠（名城大学）
- 野村健太郎（愛知学院大学）
- 萩野貴史（名城大学）
- 松原芳博（早稲田大学）
- 三上正隆（愛知学院大学）
- 若尾岳志（獨協大学）

## 著作

### 教科書
- 『刑法総論〔第4版〕』（2008年、弘文堂）
- 『刑法各論〔第5版〕』（2012年、弘文堂）
- 『刑法原論』（2016年、成文堂）

### 参考書
- 『刑法の重要問題〔総論〕第2版』（2005年、成文堂）
- 『刑法の重要問題〔各論〕第2版』（2006年、成文堂）
- 『刑法学の基礎』（2001年、成文堂）（曾根威彦『刑法学基础/法学研究生精读书系』（法律出版社、2005年）として中国語に翻訳されている）

### 論文集
- 『刑法における正当化の理論』（1980年、成文堂）
- 『表現の自由と刑事規制』（1985年、一粒社）
- 『刑法における実行・危険・錯誤』（1990年、成文堂）
- 『刑事違法論の研究』（1998年、成文堂）
- 『刑法における結果帰属の理論』（2012年、成文堂）
- 『刑事違法論の展開』（2013年、成文堂）
- 『現代社会と刑法』（2013年、成文堂）

### 論文
- 「現代の刑事立法と刑法理論」（刑事法ジャーナル 1号）
- 「不可罰的事後行為の法的性格」（研修668号）
- 「刑法からみた民法720条」（早稲田法学78巻3号）
- 「ヨーロッパの統合とヨーロッパ刑法の形成 序説」（比較法学33巻2号）
- 「客観的帰属論の規範論的考察」（早稲田法学74巻4号）
- 「過失犯における危険の引受け」（早稲田法学73巻2号）
- 「刑法における正当化原理」（刑法雑誌22巻2号）

### その他の著作
- 『現代刑法論争I』『現代刑法論争II』（1983年、勁草書房）は同時期にドイツ留学したことから親しい川端博（明治大学）、日高義博（専修大学）との共著（ただし、編集代表は日高の恩師にあたる植松正がつとめる）、ロングセラー。